# Christijan Albers
Christijan Albers (Eindhoven, 16 april 1979) is een Nederlandse autocoureur, die in de Formule 1 voor de teams van Minardi, Midland en Spyker F1 (van Spyker Cars), heeft gereden. Vanaf 2022 is Albers een van de vaste analisten bij Viaplay, de Nederlandse rechtenhouder voor Formule 1-uitzendingen.

## Biografie
Christijan Albers is de zoon van André Albers uit Nigtevecht, Nederlands Internationaal Rallycross kampioen (GT divisie) van het jaar 1979 en vijfde algemeen van het FIA European Rallycross Championship for Drivers 1979 (GT Division) met Porsche 911 Carrera.

### Vroege carrière
Albers junior begon op jonge leeftijd met karten en werd Nederlands kampioen in 1997. In hetzelfde jaar werd hij Benelux Formule Ford 1800 kampioen.
Hij nam deel aan de Renault Megane Marlboro Masters series. Vanaf 1998 reed hij in de Duitse Formule 3 series en won het kampioenschap in 1999 na zes overwinningen en tien polepositions.
In 2000 racete Albers in het internationale kampioenschap Formule 3000. In 2003 en 2004 reed Albers door bemiddeling van een vriend van de familie Albers, Paul Fauchey, in de DTM (Deutsche Tourenwagen-Masters) voor het AMG Mercedes-Benz fabrieksteam. In 2003 werd hij tweede in het kampioenschap.

### Formule 1
In 2005 maakte Albers zijn entree in de Formule 1 voor het team van Minardi. Dat jaar behaalde Albers ook zijn enige Formule 1-punten. Tijdens de Grand Prix Formule 1 van de Verenigde Staten finishte Albers op de vijfde plaats, hetgeen hem 4 punten opleverde. Tijdens de race deden echter maar zes auto's mee, nadat veertien auto's met Michelin-banden om veiligheidsredenen na de opwarmronde de race niet aanvingen. 
Na een moeizaam seizoen bij het kleine team kon Albers voor 2006 een plaats bemachtigen bij het team Midland F1 Racing (het voormalige Jordan), dat daarna onder de naam van Spyker F1 over de circuits ging. Zijn optreden in dat jaar bleef zonder succes.
Ook in 2007 ging het slecht en haalde hij vijfmaal de finish niet. Vooral zijn uitvallen tijdens de GP van Frankrijk haalde het nieuws: hij verliet de pitsstraat met de tankinstallatie nog aan de auto. Niki Lauda noemde dit "de domste actie die ik ooit in de Formule 1 heb gezien." (In 2008 deden Kimi Räikkönen en Felipe Massa hem dit na.) Sindsdien werd er druk gespeculeerd over Albers' toekomst in de Formule 1.
Na geruchten dat een persoonlijke sponsor van Albers niet aan zijn financiële verplichtingen kon voldoen, werd hij op 10 juli ontslagen. Hij werd opgevolgd tijdens de GP van Europa op de Nürburgring door de testrijder Markus Winkelhock, voor één race (waarin hij zelfs even aan de leiding reed), gevolgd door Sakon Yamamoto voor de rest van het seizoen 2007.

### Carrière na de Formule 1
In 2008 keerde Albers terug naar de DTM voor het Futurecom TME-team. Hij behaalde echter geen punten.
Op 19 oktober 2008 pakte Albers samen met Emanuele Pirro wel de tweede plaats bij zijn ALMS (American Le Mans Series) debuut tijdens de seizoensafsluiter op Laguna Seca voor het Audi-sportscarteam. Zijn reactie na afloop: "Toen ik besloot DTM te gaan rijden verklaarden velen mij voor gek, maar om deze kans was het mij vanaf het begin te doen."
Het bleef echter bij deze ene inzet voor het fabrieksteam, want in 2009 reed Albers met de Audi R10 voor Kolles. Een jaar later nam hij voor de tweede keer deel aan de 24 uur van Le Mans, maar kwam hij verder niet in actie.
Op 2 juli 2014 werd bekend dat Albers de teambaas wordt van het Caterham F1 Team, nadat deze door investeerders uit Zwitserland en het Midden-Oosten onder leiding van Colin Kolles is overgenomen van Tony Fernandes.
Vanaf 2022 is Albers samen met Tom Coronel en Giedo van der Garde onderdeel van het vaste team van analisten bij Viaplay, de streamingdienst die vanaf 1 maart 2022 de Formule 1 uitzendt in Nederland. 

### Privéleven
Op 11 november 2006 trouwde Albers met zijn jeugdliefde Liselore Kooijman in hotel The Grand in Amsterdam. 
Het echtpaar heeft twee zoons. Het gezin woont in Monaco.

### Trivia
- Eind 2005 werd hij, met danspartner Julie Fryer, vijfde in de nieuwjaarsspecial van Dancing with the Stars.
- Begin 2010 werd hij zesde bij het televisieprogramma 71° Noord.
- In Cars 2 sprak hij in de Nederlandse versie de stem in van Lewis Hamilton.
- In 2013 deed hij mee met het televisieprogramma De Pelgrimscode

## Formule 1-resultaten

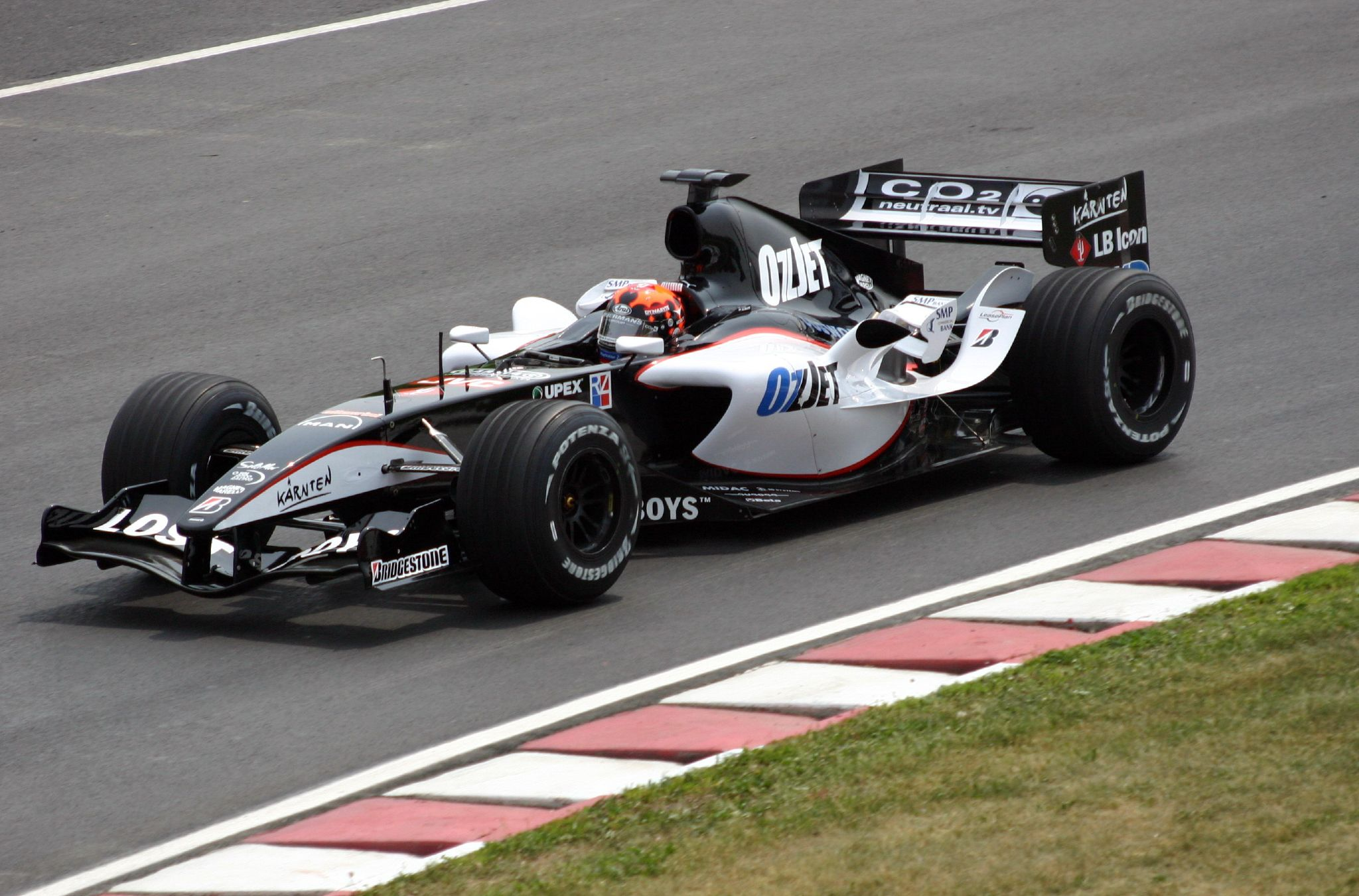
Christijan Albers in actie voor Minardi, 2005

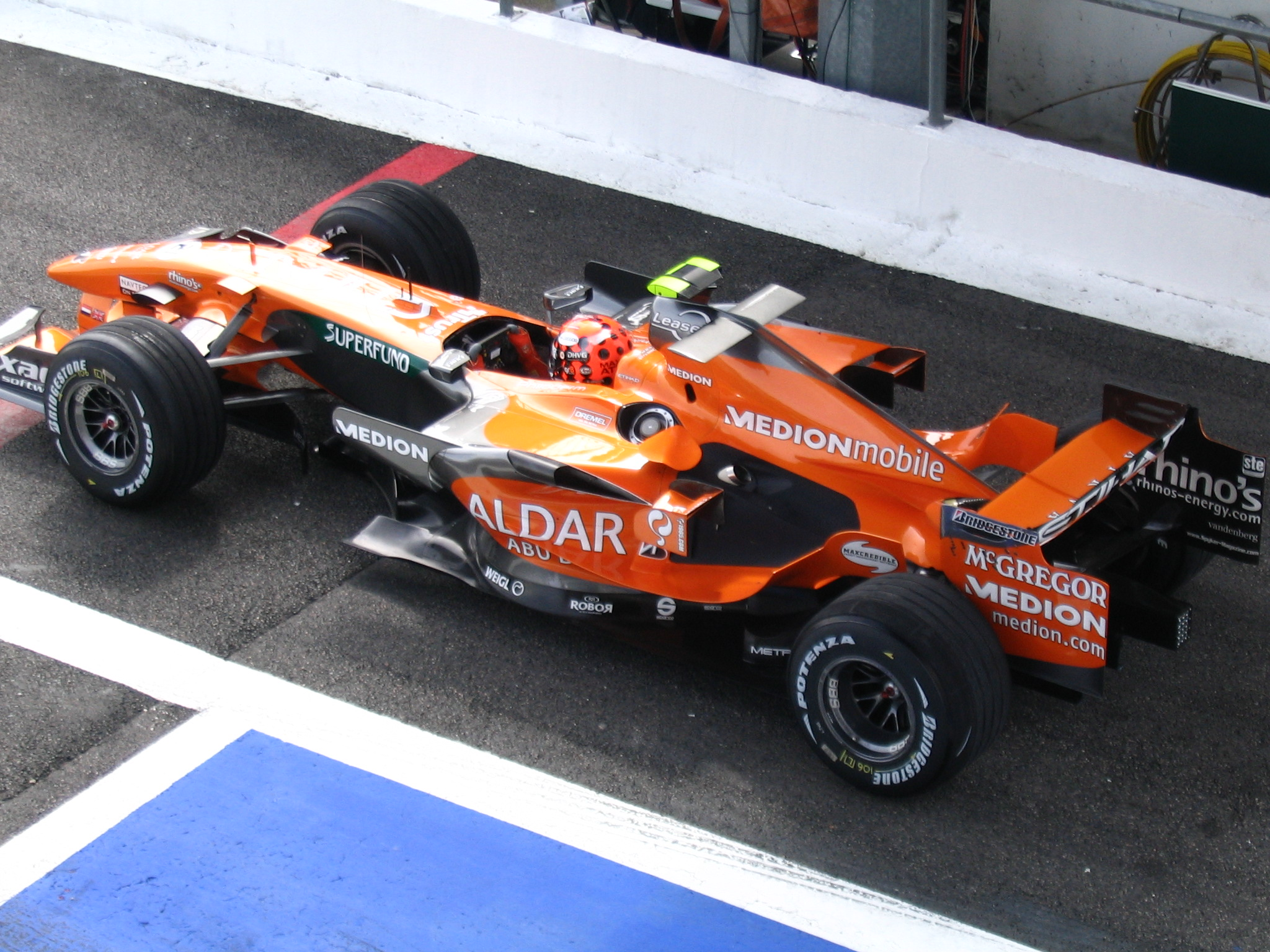
In actie voor Spyker, 2007

|                       | 2005    | 2006    | 2007   | Totaal |
| --------------------- | ------- | ------- | ------ | ------ |
| Team                  | Minardi | Midland | Spyker |        |
| Aantal races          | 19      | 18      | 9      | 46     |
| Aantal zeges          |         |         |        | 0      |
| Aantal polepositions  |         |         |        | 0      |
| Aantal snelste ronden |         |         |        | 0      |
| Aantal podiumplaatsen |         |         |        | 0      |
| Aantal WK-punten      | 4       | 0       | 0      | 4      |
| Eindstand WK          | 19      | 22      | 25     |        |